# Mike Nichols
Mike Nichols (Berlin, 6. studenog 1931. – New York, 19. studenog 2014.), američki kazališni i filmski redatelj, scenarist i producent.
Rođen kao Michael Igor Peschowsky u Berlinu, u  Njemačkoj, on i njegova njemačko- ruska židovska obitelj preselili su se 1939. u  Sjedinjene Države u bijegu pred  nacistima. 1944. je postao naturalizirani Amerikanac. Dok je pohađao sveučilište u  Chicagu u pedesetima, počeo je raditi na improviziranim komedijama s glumačkom družinom Compass Players, pretečom The Second City, a poslije je radio na radiju WFMT.
Nichols je s Elaine May formirao komičarsku družinu, s kojom je nastupao u noćnim klubovima, na radiju, gostovao je na nekoliko televizijskih programa, a imali su vlastiti show na Broadwayu, koji je režirao Arthur Penn. Udružili su se s čikaškim pijanistom Martyjem Rubensteinom, domaćinom televizijske emisije Marty's Place. 1961. se duo raspao zbog neslaganja u mišljenjima (što je kulminiralo tenzijama na izvedbi predstave A Matter of Position, koju je napisla May, a u glavnoj ulozi je nastupao Nichols). Poslije su se pomirili i radili zajedno, a May je napisala scenarije za njegove filmove Krletka i Predsjedničke boje.
Nichols se ženio četiri puta, a najpoznatija supruga mu je televizijska novinarka Diane Sawyer, s kojom se vjenčao 29. travnja 1988. Imaju troje djece, Daisy (rođena 1964.), Maxa (1974.) i Jenny (1977.).

## Izabrana filmografija
- 1966.: Tko se boji Virginije Woolf?
- 1967.: Diplomac
- 1970.: Kvaka 22
- 1971.: Spolno općenje
- 1973.: Dan delfina
- 1983.: Silkwood
- 1986.: Žgaravica
- 1988.: Zaposlena djevojka
- 1990.: Razglednice iz pakla
- 1991.: Henryjev povratak
- 1994.: Vuk
- 1996.: Krletka
- 1998.: Predsjedničke boje
- 2003.: Anđeli u Americi
- 2004.: Bliski odnosi
- 2007.: Rat Charlieja Wilsona

## Vanjske poveznice
- Mike Nichols na Internet Broadway Databaseu (engl.)
- Mike Nichols u internetskoj bazi filmova IMDb-u (engl.)
- Senses of Cinema: Great Directors Critical Database